# Sapocribridae
Sapocribridae es una familia de amebas marinas del filo Amoebozoa recientemente propuesta. Se caracteriza por presentar una capa delgada y ligeramente flexible compuesta por una subestructura de escamas embebidas en una matriz y situada sobre la membrana plasmática. Esta capa presenta uno o numerosos orificios a través de los cuales salen los seudopódos y les permiten la locomoción, que es muy lenta.
En esta familia la subestructura de las escamas carece del filamento central presente en la otra familia de la clase Cutosea, Squamamoebidae. Además presentan uno o a veces dos seudópodos filosos (largos y delgados) contráctiles más largos que el cuerpo celular. Las formas estacionarias son redondeadas y no ramificadas. Comprende el género tipo Sapocribrum.